# Gornji Detlak
Gornji Detlak (cyr. Горњи Детлак) – wieś w Bośni i Hercegowinie, w Republice Serbskiej, w gminie Derventa. W 2013 roku liczyła 577 mieszkańców.